# Еміль Верхарн
Емі́ль Верха́рн, також Верарен, Вергарн або Вергарен (нід. Emile Verhaeren, 1855, Сінт-Амандс — 1916, Руан) — бельгійський поет, франскільон, писав французькою мовою. Один з лідерів поетичного напрямку символізму, який поширився по всій Європі на початку XX століття.

## Життєпис

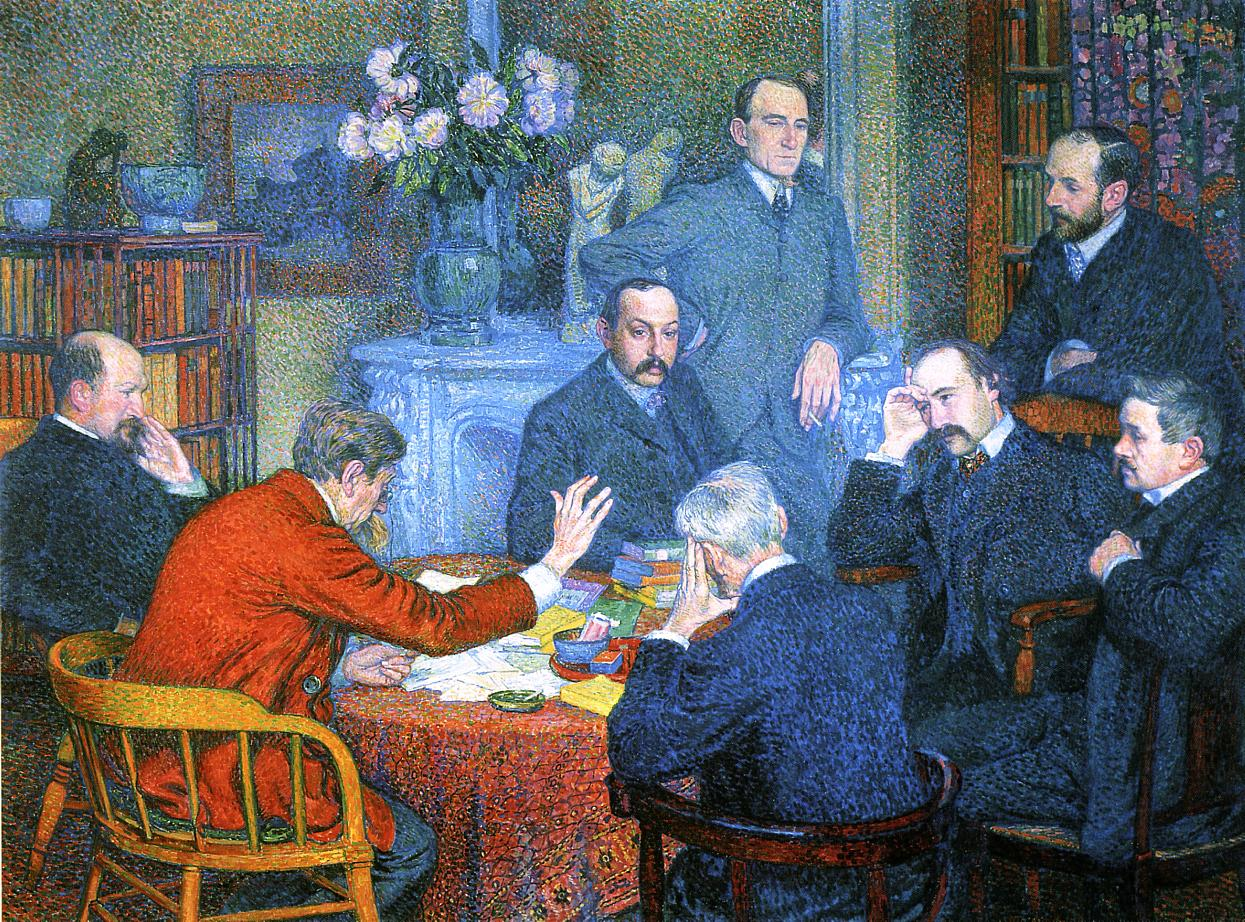
Тео ван Ріссельберґ Читання творів Еміля Верхарна (1903)

Народився у франкомовній фламандській родині в Сінт-Аманді, сільській комуні в бельгійській провінції Антверпен. На додаток до місцевого голландського діалекту, говорив французькою, як це було прийнято у бельгійської еліти того часу. У віці одинадцяти років його відправили до суворої школи-інтернату в Генті, якою керували єзуїти, де він подружився з Жоржем Роденбахом. В інтернаті Верхарн став абсолютним франкофоном.
Потім він вивчав право в Левенському університеті, де зробив свої перші літературні кроки в студентській газеті La Semaine («Тиждень»), яку він редагував разом з оперним співаком Ернестом ван Дейком. Його знайомі-однодумці по газеті згодом стали його співробітниками в революційному мистецькому журналі «Молода Бельгія».
Здобувши ступінь юриста, Верхарн навчався у 1881—1884 роках під керівництвом Едмона Пікара, відомого адвоката у кримінальних справах і впливової фігури на брюссельській мистецькій сцені. Верхарн часто спілкувався з молодими, радикально налаштованими письменниками та художниками в період мистецького оновлення. Він виступав лише у двох судових процесах, перш ніж вирішив присвятити своє життя поезії та літературі.

## Верхарн і Україна
Поезія Верхарна була популярна в Україні наприкінці XIX та в перші десятиліття XX ст. У 1922 р. в українському перекладі видано «Поезії», згодом — «Поеми» Верхарна. Українською мовою вірші Верхарна переклали Микола Терещенко, Микола Зеров, Ґео Шкурупій.
Великий вплив доробок Верхарна справив на Павла Тичину. Знаменним є початок восьмого віршу з циклу «В космічному оркестрі»: Людськість промовляє трьома розтрубами фанфар: Шевченко — Уїтмен — Верхарн. Мов кабелі од нації до нації, Потужно революції диктують на землі: Шевченко — Уїтмен — Верхарн. У Павла Тичини такий набір прізвищ не випадковий, а відбиває літературну ментальність часу, котра скерована була на зміну світобачення і української естетики. Лесь Герасимчук вважає, що в естетиці Тичини порівняльними є Шевченко і Верхарн, Хлєбников і Аполлінер.
У місті Вінниці одна з вулиць з 1921 року носила ім'я Верхарна, це була єдина в Україні вулиця з такою назвою.
У 2024 році вулицю було перейменовано і вона стала носити ім'я Дениса Бабія, який проживав на цій вулиці та загинув на російсько-українській війні.